# Rene Matthew Kollar
Rene Matthew Kollar OSB (* 21. Juni 1947 in Hastings, Pennsylvania) ist ein US-amerikanischer römisch-katholischer Mönch, Priester und Historiker.

## Leben
Er trat 1967 in die Benediktiner-Klostergemeinschaft der Erzabtei St. Vincent ein und legte am 11. Juli 1968 die einfachen Gelübde ab und am 11. Juli 1971 das feierliche Gelübde ab. Der Bischof von Greensburg William Connare weihte ihn am 18. Mai 1974. Er wurde vom Erzbischof in der Saint Vincent Archabbey Basilica zum Priester geweiht.
Kollar besuchte die Saint Vincent Prep School. Er studierte von 1965 bis 1970 am Saint Vincent College (B. A. 1970), von 1970 bis 1973 am Saint Vincent Seminary M. Div. (1973), von 1978 bis 1980 am Institute of Historical Research, University of London und am University of Maryland (M. A. 1975 und Ph.D. 1981). Er lehrt als Professor für Geschichte am Saint Vincent College.

## Schriften (Auswahl)
- Westminster Cathedral. From dream to reality. Faith & Life Publications, Edinburgh 1987, ISBN 0948095253.
- The Return of the Benedictines to London. The History of Ealing Abbey from 1896 to Independence. Burns and Oates, Tunbridge Wells 1989, ISBN 0860121755.
- Abbot Aelred Carlyle, Caldey Island, and the Anglo-Catholic Revival in England (= American University Studies. Series VII Theology and Religion. Band 177). Peter Lang, New York 1995, ISBN 0820424692 (zugleich Dissertation, University of Maryland 1981).
- A Universal Appeal. Aspects of the Revival of Monasticism in the West in the 19th and Early 20th Centuries. International Scholars Publications, San Francisco 1996, ISBN 1573090034.
- Searching for Raymond. Anglicanism, Spiritualism, and Bereavement between the Two World Wars. Lexington Books, Lanham 2000, ISBN 0739101617.
- als Herausgeber: A Foreign and Wicked Institution? The Campaign against Convents in Victorian England. James Clarke & Co, Cambridge 2011, ISBN 022767992X.
- als Herausgeber: A Nun, a Convent, and the German Occupation of Belgium. Mother Marie Georgine’s Diary of World War I. Pickwick Publications, Eugene 2016, ISBN 149829894X.